# مسجد طنجة الكبير
مسجد طنجة الكبير أو المسجد الأعظم بطنجة هو مسجد تاريخي يقع في مدينة طنجة شمال المغرب، يعود تصميم المسجد الحالي إلى أوائل القرن التاسع عشر خلال الفترة العلوية.

## تاريخ

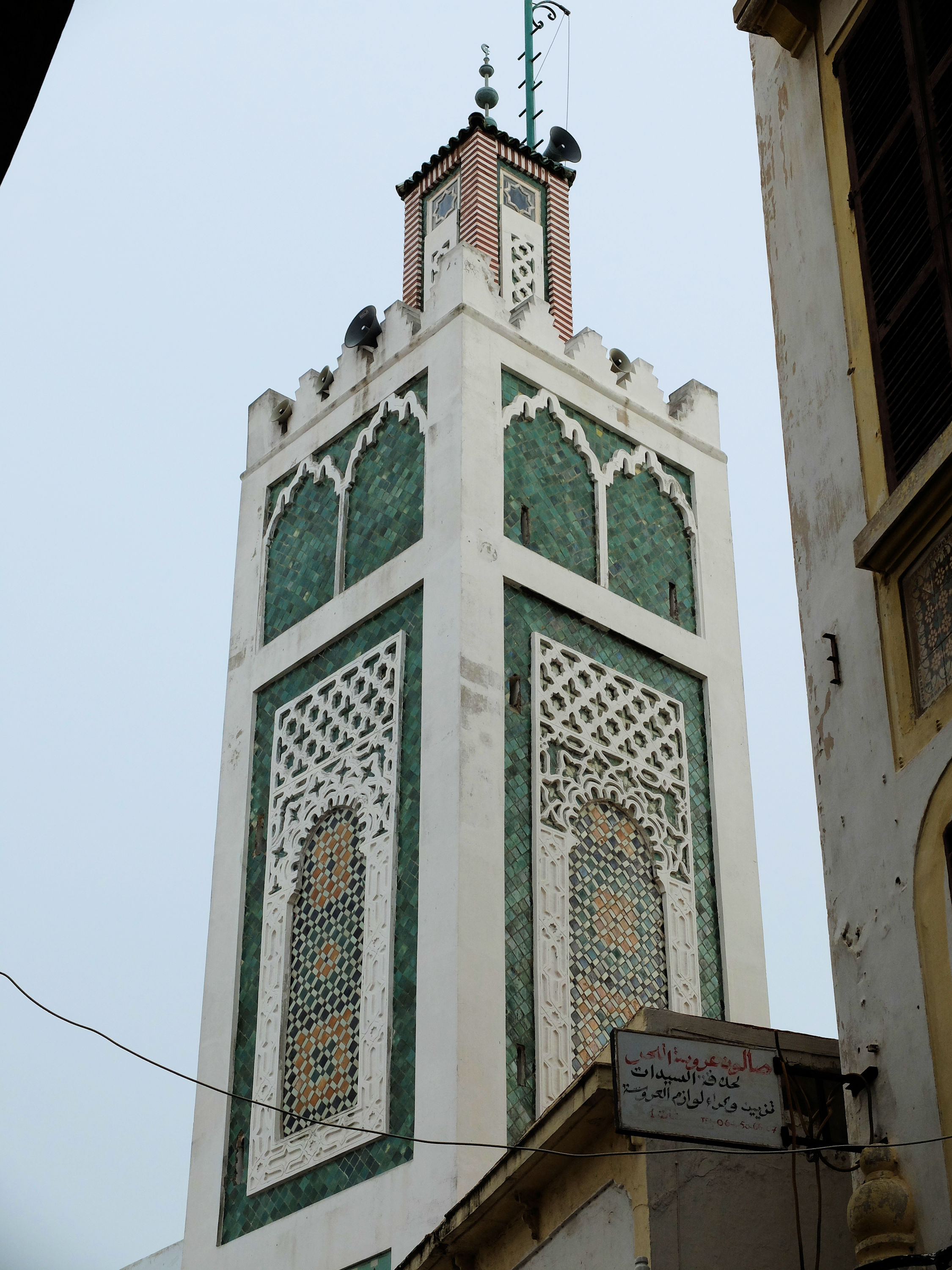
مئذنة المسجد.

يُعتقد أن موقع المسجد كان في الأصل موقعًا لكاتدرائية برتغالية سابقة والتي بُنيت بدورها على أنقاض معبد روماني مخصص لهرقل. تم إنشاء المسجد الكبير في هذا الموقع خلال العهد المريني (القرنان الثالث عشر والخامس عشر). لطالما حاصرت القوات الأوروبية طنجة في القرن الخامس عشر حتى غزاها البرتغاليون أخيرًا عام 1471. قام البرتغاليون على الفور بتحويل المسجد إلى كاتدرائية. في عام 1662، تم نقل طنجة إلى الإنجليز كجزء من مهر كاثرين من براغانزا إلى تشارلز الثاني ملك إنجلترا. بعد سنوات من هجمات المجاهدين المسلمين، قام البريطانيون بإخلاء طنجة عام 1684، وفجّروا تحصيناتها قبل مغادرتها. سلطان المغرب في ذلك الوقت، إسماعيل بن الشريف من السلالة العلوية، دعم المجاهدين الذين قاتلوا ضد الوجود الأوروبي. وأمر بتحويل مبنى الكاتدرائية إلى مسجد.
المسجد الجديد لم يكن في حالة جيدة، وبحسب ما ورد فقد صُدم السلطان العلوي سليمان بن محمد بسبب حالته عند رؤيته عام 1815 لدرجة أنه أمر على الفور بإعادة بنائه بالكامل. تم تجنيد حرفيين من خارج طنجة للمساعدة في المهمة، وتم الانتهاء من إعادة الإعمار في بين سنتي 1817 و1818. يعود شكل المسجد الحالي بشكل أساسي إلى هذا البناء. استمر السلاطين العلويون اللاحقون في تزيين المسجد وترميمه، معززين دوره كرمز لأهمية التمسك بالعقيدة الإسلامية الصحيحة في مواجهة الأشكال الدينية الأخرى (بالأخص المرابطون الصوفيون).
كان المسجد يقع بالقرب من السوق الداخلي (المنتدى الروماني سابقًا)، حيث تقع أهم الأنشطة التجارية بالقرب من المسجد الرئيسي في المدينة. عبر الشارع على الجانب الجنوبي الغربي من المسجد كان منزل القاضي، حيث يتم الاستماع إلى القضايا القانونية وحلّها. وبجواره يوجد منزل الميقاتي، (أي المسؤول عن تحديد وقت الصلاة بدقة)، والذي تم توصيله بالمسجد نفسه من خلال ممر علوي بين المنزل والمئذنة. إلى الجنوب من الشارع نفسه كان هناك خزان أرضي أو بيمارستان أو مستشفى مخصص لرعاية المرضى النفسيين، وبيت لتغسيل جثث الموتى (خاصة للأجانب الذين ماتوا بعيدًا عن موطنهم، نظرًا لموقع طنجة كميناء). على الجانب الشمالي الغربي للمسجد، عبر الشارع من مدخله الرئيسي، كانت هناك مدرسة إسلامية بُنيت في القرن الثامن عشر تحت حكم السلطان محمد الثالث بن عبد الله. خلف الجدارة الجنوبي الشرقي للمسجد (جدار القبلة)، كانت هناك مكتبة وجامع الجنائز. وقد تم إدارة بعض هذه المرافق وتمويلها من قبل الحبوس. وهو صندوق خيري يستمد المسجد من خلاله عائدات من مصادر مختلفة لصيانته وصيانة المرافق المرتبطة به (انظر: الوقف في المغرب).
في العقود التي سبقت الحكم الاستعماري وإنشاء نظام دولي (أوروبي) يحكم طنجة (بين عامي 1924 و1956)، تراجعت الأهمية المدنية للمسجد وتم مصادرة أو تحويل الأصول المالية بشكل متزايد من قبل الحكومة. تحت الحكم الاستعماري، تم تقليص جميع مؤسسات الحبوس أكثر وفقدت دورها كعناصر للتنمية الحضرية. كما هو الحال في العديد من مدن شمال أفريقيا الأخرى، تم إنشاء («المدينة الجديدة») خارج أسوار المدينة القديمة وسرعان ما تجاوزتها، مما أدى إلى تقليل وضع المدينة القديمة وتدهورها نسبيًا.
زار الملك محمد الخامس المسجد في 11 أبريل 1947، وألقى خطابًا تاريخيًا في حدائق مندوبية. أمر الملك الحسن الثاني بتوسيع المسجد في عام 1962. تم ترميم المسجد مرة أخرى عام 2001 بأمر من محمد السادس.